# La Mata (Toledo)
La Mata es un municipio y localidad española de la provincia de Toledo, en la comunidad autónoma de Castilla-La Mancha. Cuenta con una población de 915 habitantes (INE 2024).

## Toponimia
El término Mata se deriva del latín tardío matta, que a su vez procede del fenicio con el significado inicial de ‘estera de juncos, manta’, que pasaría a significar ‘formación arbórea’. Es posible que la denominación de La Mata se deba más que a la vegetación al enclave donde se encuentra la villa, junto a una colina. A este respecto Álvarez Maurín señala que el término podría equivaler a vegetación que se encuentra en el declive de una elevación.
Entre los mateños es tradición que el nombre de La Mata se debe a que en tiempos de su fundación hubo en la población una gran mata y espesura de zarzas.

## Geografía
El municipio se encuentra situado «en una llanura al pie de una colina llamada de Arcolla». Pertenece a la comarca de Torrijos y linda con los términos municipales de Carriches y Santa Olalla al norte, Carmena al este, El Carpio de Tajo al sur y Mesegar de Tajo al oeste, todos de Toledo.
En la población nace el arroyo del Carpio que recorre el municipio de norte a sur, desembocando a orillas del Tajo en el embalse del Carpio, ya en el término de El Carpio de Tajo. 

## Historia
En un documento de 1205 aparece nombrada La Mata con motivo de una donación de tierras que se realiza al maestre Martín MartÍnez de la Orden de Calatrava: «... omnem hereditatem, quam habemus in Mata... ». Se fundó aproximadamente en el siglo XV, tomando como origen una venta del mismo nombre, perteneciendo por entonces de Santa Olalla. Siendo aldea dependió del estado condal de Orgaz.
En 1526 Carlos I visitó el pueblo.[cita requerida] En 1650 tenía ya 50 vecinos y dos años más tarde se le otorga el título de Villa independizándose de Santa Olalla, aunque siguió integrada en el señorío de Orgaz.
A mediados del siglo XIX tenía 230 casas y el presupuesto municipal ascendía a 11 000 reales de los cuales 2800 eran para pagar al secretario.

## Demografía
La Mata cuenta con una población de 915 habitantes (INE 2024).

### Evolución de la población
| Gráfica de evolución demográfica de La Mata entre 1842 y 2021 |
| |
| Población de derecho según los censos de población del INE Población de hecho según los censos de población del INEEntre el censo de 1930 y el anterior, crece el término del municipio porque incorpora a San Pedro de la Mata |

## Administración
| Periodo   | Nombre                      | Partido |
| --------- | --------------------------- | ------- |
| 1979-1983 | Pedro Gómez Rubio           | UCD     |
| 1983-1987 | Pedro Gómez Rubio           | CDS     |
| 1987-1991 | Pedro Gómez Rubio           | CDS     |
| 1991-1995 | Pedro Gómez Rubio           | PSOE    |
| 1995-1999 | Pedro Gómez Rubio           | PSOE    |
| 1999-2003 | José Valdivieso Gómez       | PSOE    |

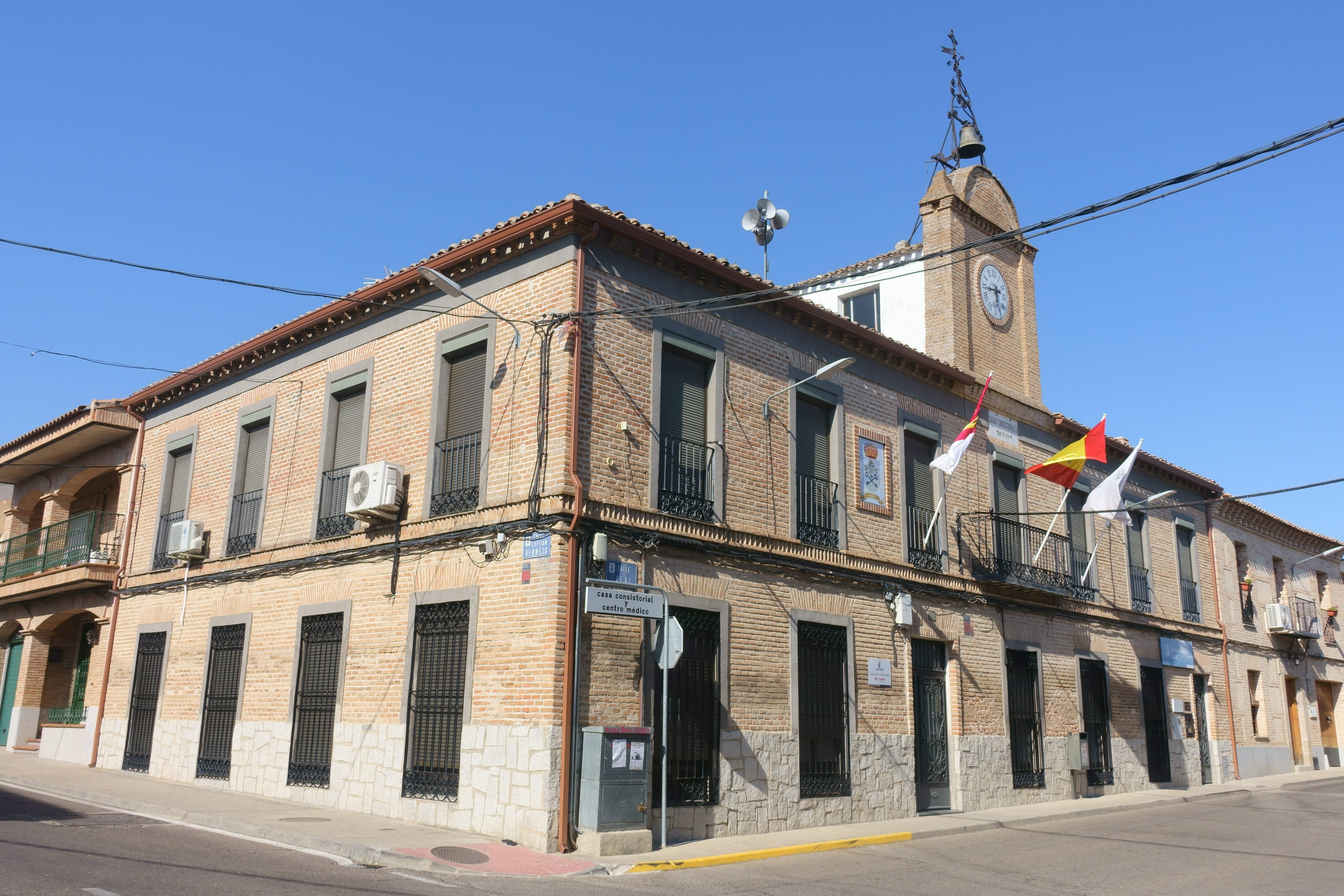
Casa consistorial

| 2003-2007 | María Ángeles Delgado Gómez | PSOE    |
| 2007-2011 | María Ángeles Delgado Gómez | PSOE    |
| 2011-2015 | María Ángeles Delgado Gómez | PSOE    |
| 2015-2019 | Indalecio Ferrero Martín    | PP      |
| 2019-2023 | Indalecio Ferrero Martín    | PP      |

## Educación
Colegio de educación infantil y primaria Severo Ochoa.

## Patrimonio

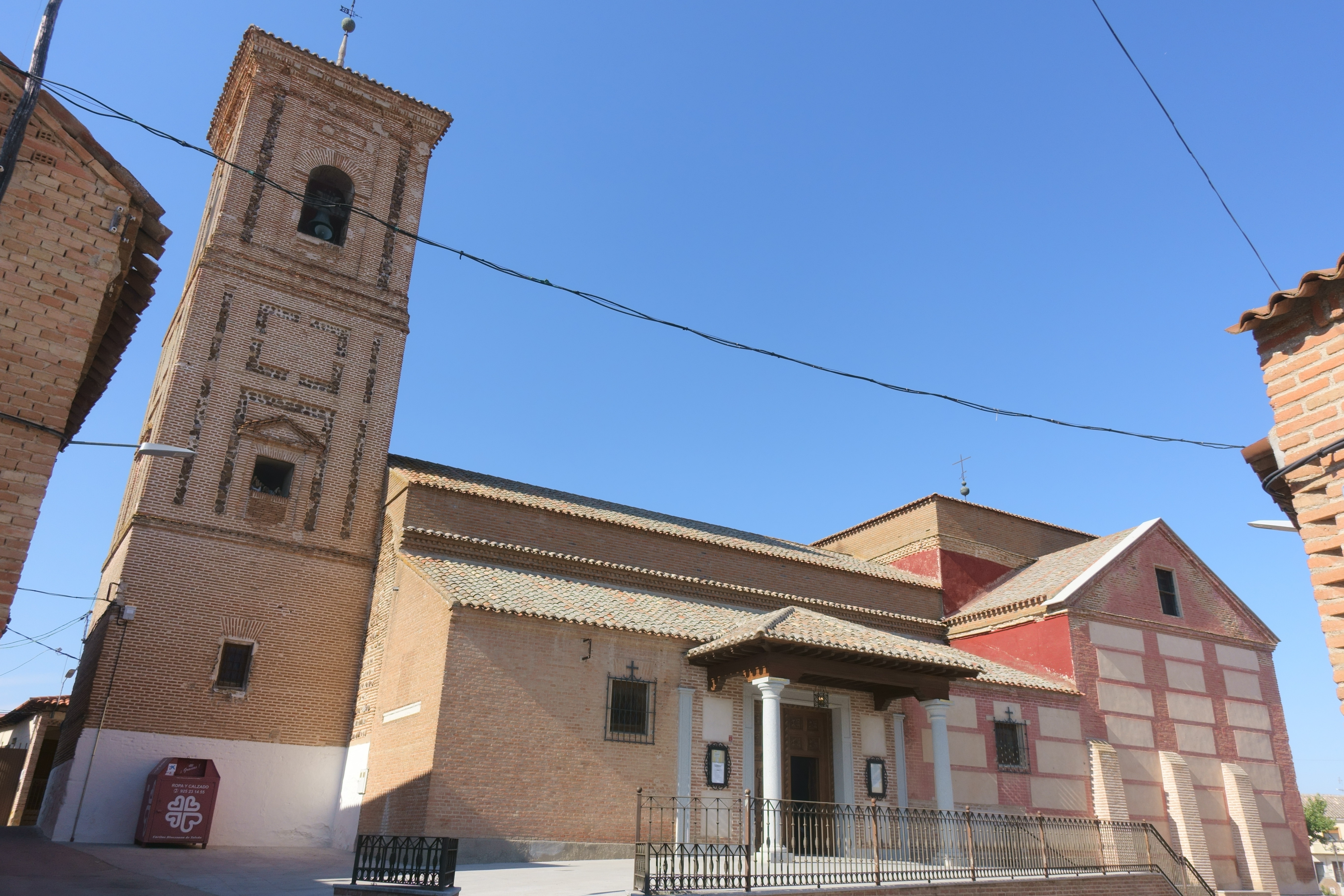
Iglesia de San Juan Bautista

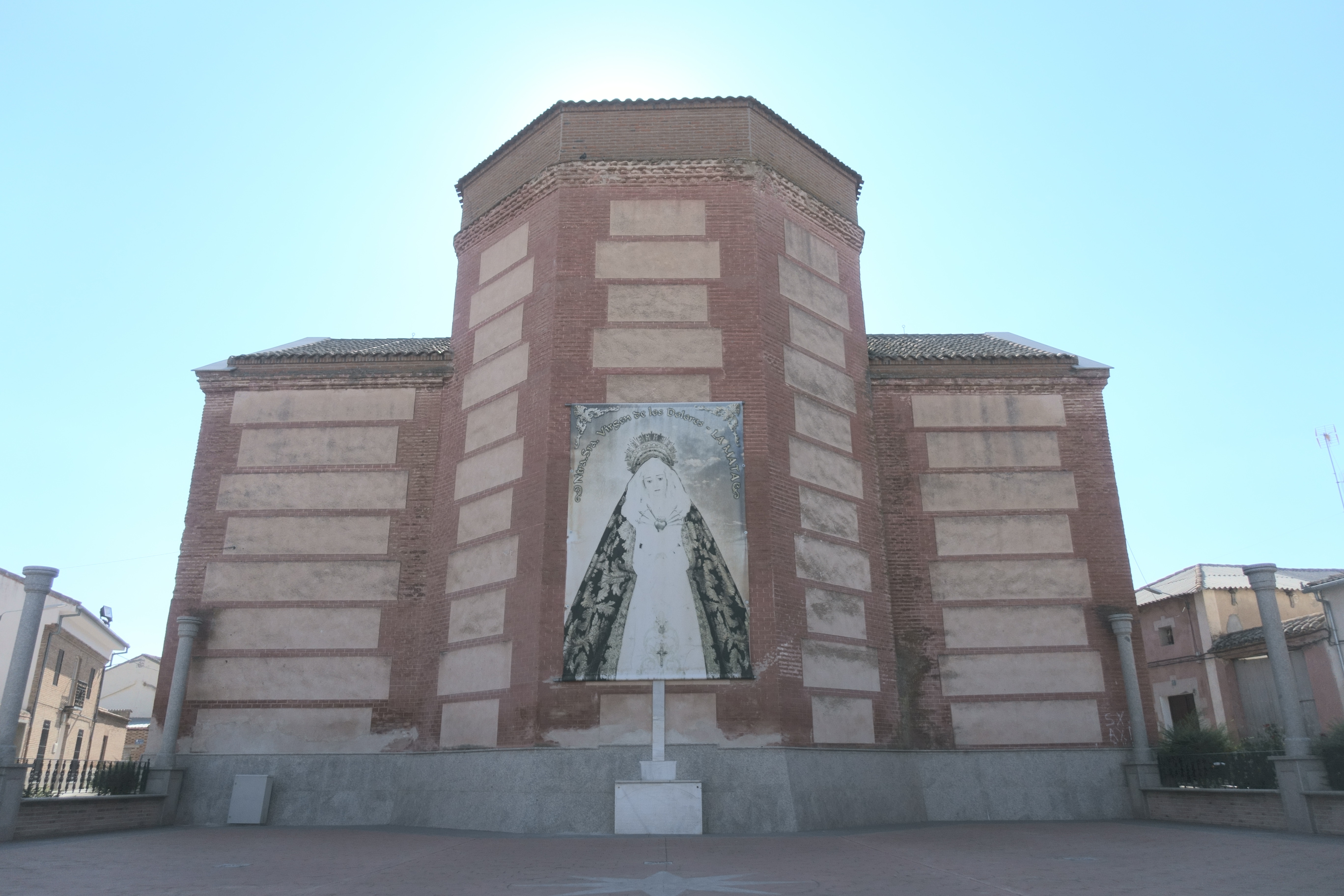
Cabecera de la iglesia

- Iglesia parroquial de San Juan Bautista: contiene elementos constructivos de los siglos XVI al XIX y fue restaurada en el XX. Está realizada con ladrillo y piedra. En su interior destaca el órgano barroco y la Cruz Procesional.
- Ermita de San Pedro: edificada en el siglo XVI, de estilo mudéjar.

## Fiestas
- 23 de enero: San Ildefonso y San Sebastián. Destacan sus dos toques de dulzaina y tamboril, conocidos como las seguidillas y el rigodón.
- 24 de junio: San Juan, con misa, procesión, pregón, carrozas, fuegos artificiales y elección de la reina de la fiesta.
- Semanas culturales: una la semana anterior a la fiesta de San Juan y otra a finales de diciembre principios de enero.
- 3 de septiembre: procesión del Cristo de la paz.

## Deporte
Actualmente en La Mata se practican los siguientes deportes, por parte de los siguientes equipos:
- Fútbol sala: con el C.D.E. La Mata Fútbol Sala en la competición Liga Autonómica de Fútbol Sala categoría Sénior.
- Fútbol sala: Con el C.D.E. La Mata F.S., en el Deporte en Edad Escolar, categorías Alevín y Cadete.
- Fútbol sala: Escuelas Deportivas, Ayuntamiento de La Mata.
- Motociclismo: Moto Club Tajo Racing.
- Equitación: en la Dehesa cuenta con un complejo hípico.
- Gimnasia: para los mayores dentro del programa Tu Salud En Marcha.

Las instalaciones deportivas del municipio son:
Circuito Las Carcabas. Motociclismo.
Pabellón municipal José Valdivieso: pista polideportiva, fútbol sala, baloncesto, tenis y entrenamiento de patinaje artístico.
Pista de pádel.
Piscina municipal, natación en verano.
Pista Múltiple al aire libre.
De carácter privado, un complejo para la práctica de la equitación y equitación como terapia, en la Dehesa.
Campo de fútbol 7. 